# Las Toscas (Canelones)
Las Toscas es un balneario uruguayo del departamento de Canelones que forma parte del municipio de Parque del Plata.

## Geografía
El balneario se encuentra ubicado al sur del departamento de Canelones, sobre las costas del Río de la Plata y en el km 47 de la ruta Interbalnearia. Forma parte de la Costa de Oro y limita al oeste con la ciudad de Atlántida y al este con Parque del Plata.

## Historia
Hoy el balneario Las Toscas se confunde con Atlántida (al oeste) y Parque del Plata (al este), pero hasta la creación de estas dos localidades, durante las primeras décadas del siglo XX, daba nombre a toda la zona. La estación de trenes de Atlántida (actual Estación Atlántida) se denominaba también Las Toscas, y era, con la ruta 11, la vía de acceso a la región hasta la construcción de la ruta interbalnearia. En Las Toscas comenzó la trabajosa labor de forestar ese tramo de la costa del Río de la Plata, desarrollada durante años por varias sociedades privadas. El éxito acompañó, finalmente, el emprendimiento más perseverante a cargo de Mario Ferreira, cuyo nombre lleva la principal calle del balneario, que se inicia en Atlántida y continúa hasta Parque del Plata.
La Sociedad Territorial Uruguaya SA y otras posteriores realizaron el fraccionamiento inicial y la venta de terrenos entre 1911 y 1914, desarrollando en primer lugar el balneario Atlántida (1912). Los primeros terrenos de Las Toscas se vendieron en 1913 -aunque muchos otros ya tenían propietarios y construcciones- y el primer plano data de 1946.
La población de Las Toscas creció considerablemente desde 1990, llegando a tener una población de 1.793 personas en 1996. Como consecuencia de ello, hubo un gran desarrollo de los servicios, como el agua corriente, la electricidad, la recolección de residuos, pensiones, hoteles, centros sociales y deportivos, canchas de fútbol y de básquetbol y diversas líneas de ómnibus interdepartamentales.

## Población
Según el censo de 2011 el balneario contaba con una población de 3146 habitantes.
| 594           | 899 | 1093 | 1793 | 2222 | 3146 |
| (Fuente: INE) |     |      |      |      |      |